# Perg (district)
Het politieke district Bezirk Perg ligt in het oosten van de Oostenrijkse deelstaat Opper-Oostenrijk. Het ligt in het noorden van het land, ten oosten van de stad Linz, en heeft ongeveer 64.000 inwoners. Het district bestaat uit een aantal gemeenten, die hieronder zijn opgesomd.

## Gemeenten
1. Allerheiligen im Mühlkreis (1099)
2. Arbing (1284)
3. Bad Kreuzen (2333)
4. Baumgartenberg (1398)
5. Dimbach (1103)
6. Grein (3115)
7. Katsdorf (2733)
8. Klam (793)
9. Langenstein (2650)
10. Luftenberg an der Donau (3673)
11. Mauthausen (4850)
12. Mitterkirchen im Machland (1793)
13. Münzbach (1701)
14. Naarn im Machlande (3315)
15. Pabneukirchen (1726)
16. Perg (7150)
17. Rechberg (880)
18. Ried in der Riedmark (3751)
19. Saxen (1783)
20. Schwertberg (5179)
21. Sankt Georgen am Walde (2235)
22. Sankt Georgen an der Gusen (3533)
23. Sankt Nikola an der Donau (855)
24. Sankt Thomas am Blasenstein (878)
25. Waldhausen im Strudengau (2921)
26. Windhaag bei Perg (1313)